# Націонал-соціалістичний союз німецьких доцентів
Націонал-соціалістичний союз німецьких доцентів (нім. Nationalsozialistischer Deutscher Dozentenbund, скор. NS-Dozentenbund или NSDDB) — громадська організація в Німеччині (1935—1945), яка об'єднувала в своїх рядах викладачів-членів НСДАП, а також її структурний підрозділ. Керівник Союзу мав звання Reichsdozentenführer (райхсдоцентенфюрер).

## Історія створення
Створений у липні 1935 року за розпорядженням Рудольфа Гесса як підрозділ НСДАП у вищих навчальних закладах. Метою створення було встановлення політичного контролю над університетами та викладачами ВНЗ.
До завдань союзу входило:
- вирішальна участь у виборі викладацького складу вищої школи;

- навчання всього викладацького складу вищої школи у дусі націонал-соціалістичного світогляду у співпраці з керівником рейху з організаційних питань та головним управлінням з питань навчання;

- сприяння тому, щоб вся вища освіта відповідала прагненням партії.

До союзу могли вступати всі викладачі вищих навчальних закладів — у тому числі не члени НСДАП. Члени союзу одночасно могли бути членами Націонал-соціалістичного союзу німецьких вчителів.
Керівник окружної спілки доцентів відносився до штабу гауляйтера і підпорядковується йому дисциплінарно. У професійному відношенні він підпорядковувався керівнику управління НССНД у рамках рейху.

## Керівники
- Вальтер Шульце (24 липня 1935—29 червня 1944)
- Густав Адольф Шеель (29 червня 1944—8 травня 1945)